# SW Umwelttechnik
SW Umwelttechnik este o companie specializată în producția de elemente prefabricate din beton, cu aplicări în domeniul protecției mediului (separatoare de hidrocarburi și de grăsimi, stații de epurare și stații de pompare), rețelelor de apă potabilă și de canalizare (tuburi din beton, elemente de cămin, bazine) și de transporturi (elemente pentru siguranța traficului, elemente de drenare a apelor) precum și în domeniul construcțiilor civile și industriale..
SW Umwelttechnik deține două unități de producție în România, la Timișoara și București .
Prima fabrică din România a companiei, cea din Timișoara, a fost inaugurată în anul 2006 și realizează tuburi și elemente folosite la sistemele de canalizare. Cea de a doua fabrică, situată în apropierea municipiului București, este specializată în producția elementelor de infrastructură, elementelor pentru siguranța traficului precum și elementelor destinate construcțiilor civile și industriale.
Veniturile obținute în România de Umwelttechnik au ajuns în 2008 la 21 milioane de euro, reprezentând 19% din veniturile totale ale companiei.